# Нордијска митологија (књига)
Нордијска митологија (енгл. Norse Mythology) је књига Нила Гејмана из 2017. године, која препричава неколико прича из нордијске митологије. У уводу, Гејман описује одакле потиче његова наклоност према овом изворном материјалу. Књига је наишла на позитивне рецензије критичара.
Књигу је у Србији објавила издавачка кућа Лагуна 13. децембра 2017. године, у преводу Невене Андрић.

### Лица
Ово поглавље представља три бога који ће се најчешће појављивати у причама − Одина, Тора и Локија.

### Пре почетка и после
Из Гинунгагапа, прапростора између Нифлхајма и Муспелхајма, створена су два жива бића: Имир (предак свих јутуна) и крава Аудхумла, чије млеко храни Имирa. Аудхумла ствара Бурија (претка свих богова), чији унуци Один, Вили и Ве на крају убијају Имира. Користећи разне делове његовог огромног тела, они стварају садашњи свет; такође стварају и прве људе, Аска и Емблу, да населе Мидгард.

### Игдрасил и девет светова
Представљено је светско дрво Игдрасил, које повезује различите светове нордијске космологије, укључујући Асгард, Ванахајм и Јотунхајм, који су, редом, светови богова Аса, богова Вана и јотуна.

### Мимирова глава и Одиново око
Один жртвује своје око како би могао да пије из извора мудрости свог ујака Мимира. Као последица рата између Аса и Вана, Мимир је послат Ванима, који га убијају и шаљу његову главу назад Одину.

### Благо богова
Локи одсеца косу Торове жене Сиф. Да би надокнадио штету, он прави опкладу између две групе патуљака-ковача, Ивалдијевих синова и браће Брока и Ејтрија, који стварају многа друга блага за богове, укључујући Мјолнир (Торов чекић).

### Мајстор градитељ
Мистериозни градитељ, заједно са својим коњем Свaдилфаријем, нуди да сам и за изузетно кратко време изгради огроман зид око Асгарда, у замену за веома високу цену: сунце, месец и богињу Фреју. Локи убеђује богове да прихвате опкладу, мислећи да градитељ никада неће завршити зид на време; међутим, када схвате да је зид скоро завршен, Локи превари градитељевог коња тако што преузима облик кобиле, спречавајући га да заврши зид на време. Градитеља, за ког се открива да је прерушени јотун, убија Тор, док Локи, у облику кобиле, рађа Слејпнира.

### Локијева деца
Локи има троје монструозне деце са дивкињом Ангрбодом. Остали богови одузимају их од јотуна и покушавају да спрече будуће невоље које би могли изазвати: вук Фенрир бива заувек везан ланцем Глејпниром (по цену руке бога Тира); морска змија Јормунганд бива бачена у океан; а Хел Один поставља за владарку света мртвих.

### Фрејино необично венчање
Након што украде Торов чекић, јотун Трим тражи да се ожени Фрејом као услов да га врати његовом власнику. Локи помаже Тору да се преруши у богињу и превари јотуна да припреми венчање, на коме Тор убија Трима и враћа свој чекић.

### Песничка медовина
Да би запечатили свој мир, Аси и Вани користе своју пљувачку да створе изузетно мудро биће по имену Квасир. Када Квасир посети патуљке Фјалара и Галара, они га убијају и праве магичну медовину од његове крви. Након што патуљци убију јотуна Гилинга и његову жену, њих, пак, мучи Гилингов син Сутунг и они су принуђени да му дају медовину. Один вара Сутунгову ћерку Гунлод и доноси медовину у Асгард.

### Торово путовање у земљу дивова
Тор и Локи проводе ноћ у кући једног фармера, са чијом породицом деле месо својих коза; Локи вара дечака Тјалфија да поједе коштану срж из кости једне козе и затим убеђује Тора, који жели да казни породицу, да узме њега и његову сестру Роскву као слуге. Заједно путују до двора Утгард-Локија (кога су већ срели на путу прерушеног у јотуна по имену Скримир), где их преваре да се надмећу у различитим играма у којима не могу да победе. Након што објасни да су све игре биле само илузија, и пре него што Тор може да се освети, Утгард-Локи и његова тврђава нестају.

### Јабуке бесмртности
Као резултат борбе са Локијем, јотун Тјаци заробљава Идун, чуварку јабука бесмртности. Локи успева да врати Идун и побегне од Тјација, кога убијају остали богови непосредно пре него што је могао да стигне до Асгарда. Његова ћерка Скади тражи освету, али богови се умирују на неколико начина, укључујући брак са Њордом.

### Прича о Герд и Фреју
Бог Фреј се заљубљује у дивкињу Герт и упада у стање апатије и депресије. На захтев других богова, Скирнир нуди да помогне Фреју у замену за његов мач: путује до куће њеног оца Гимира и успева да убеди Герт да се уда за Фреја у Барију.

### Химир и Тор иду у рибарење
Да би организовао гозбу за богове у својој дворани, морски јотун Егир захтева од њих да му обезбеде велики котао у којем ће моћи да скува пиво за све присутне. По Тировом предлогу, Тор путује до јотуна Химира и одлази с њим на рибарење како би добио његов котао.

### Балдерова смрт
Балдера прогањају ноћне море у којима се предвиђа његова смрт. Његова мајка Фриг чини све да он постане готово нерањив, али Локи открива његову једину слабост и превари Хода да убије свог брата.

### Последњи Локијеви дани
Након једног сукоба са боговима, Локи успева да побегне, али је затим ухваћен и доведен пред правду. Вали, Локијев син, претвара се у вука и принуђен је да убије свог брата Нарфија. Локи је потом везан Нарфијевим органима, а изнад његове главе је постављена змија са чијих очњака је капао отров на његово лице; његова жена Сигин остаје уз њега и користи зделу да хвата отров.

### Рагнарок: Коначна коб богова
Локи и Фенрир су ослобођени и, заједно са Јормунгандом, Хелиним легијама и јотунима, воде последњу битку против богова, која уништава већину света и убија готово све учеснике. Једини преживели богови су Моди и Магни (Торови синови) и Вали и Видар (Одинови синови), док Балдер и Ход успевају да се врате из подземног света. Двоје људи, Лиф и Лифтрасир, преживе уништење и временом ће обновити човечанство.

## Пријем
Нордијска митологија је генерално добро прихваћена од стране критичара, а неки су навели прозу као снажну тачку књиге. Kirkus Reviews је изјавио да је Гејманов опис богат и атмосферичан. Мајкл Дирда из новина The Washington Post рекао је да, иако Гејманове кратке, оштре реченице обично изгледају као да су више погодне за дечју књижевност, његова препричавања су била фасцинантна и снажно карактерисана. Питер Филдс са Универзитета Мидвестерн Стејт позитивно је писао о једноставности и јасноћи Гејмановог језика и указао на то да тематски материјал књиге показује његов напредак као писца.
Неки писци су упоредили његову интерпретацију ликова са оригиналним причама. Филдс је рекао да Нордијска митологија привлачи пажњу на ексцентричне аспекте народне традиције који су често занемарени у другим популарним адаптацијама, као што је приказ Тора у Марвеловим стриповима. Пишући за The Guardian, класичарка Натали Хејнс је описала дело као егалитарно, правећи простор за популарне и мање познате аспекте митологије.

## Адаптације
Деведесетоминутна аудио-адаптација емитована је на станици BBC Radio 4 на Дан дарова 2018. године, са Дереком Џејкобијем као Одином, Колином Морганом као Локијем, Натали Дормер као Фрејом и Натанијелом Мартелом-Вајтом као Тором, док је нараторка била Дајана Риг у форми неочекиваног посетиоца, „госпође Њордсдоттир”, која је правила друштво радозналом дечаку у болници током снежне олује. Гејман се појавио у камео улози као радио најављивач.
Аудио-књига је објављена у фебруару 2017. године, а нарацију је радио сам Гејман. The New York Times је његову нарацију описао као „заводљиву”.
Dark Horse Comics је 2020. објавио адаптацију књиге као серијал стрипова од осамнаест бројева. Ф. Крејг Расел је урадио сценарије, распоред и корице за сваки број. Илустрације су урадили различити уметници, укључујући Мајка Мигнолу, Џерија Ордвеја и Дејва Стјуарта. Поводом објављивања првог броја, објављено је специјално издање корица које је дизајнирао Бил Синкевич, уз потписану варијанту. Варијантне корице дизајнирао је Дејвид Мак.